# Cliff Thorburn
Clifford Charles Devlin Thorburn (Toronto, 16 gennaio 1948) è un giocatore di snooker canadese.
Professionista dal 1972 al 1996, Thorburn ha vinto il campionato mondiale di Snooker nel 1980, primo giocatore al di fuori del Regno Unito a vincere il titolo nell'era moderna di questo sport. È stato anche numero uno del ranking mondiale per 56 settimane nella stagione 1981/1982. Nel 1983 Thorburn è inoltre diventato il primo giocatore a compilare un maximum break al campionato del mondo. È uno dei due giocatori di biliardo inseriti nella Canada's Sports Hall of Fame, insieme a George Chenier. Il suo stile di gioco lento e determinato gli valse il soprannome "The Grinder" ("Il macinatore").